# (2257) Kaarina
(2257) Kaarina (1939 QB) – planetoida z pasa głównego asteroid okrążająca Słońce w ciągu 3,93 lat w średniej odległości 2,49 au Została odkryta 18 sierpnia 1939 roku przez Heikki Alikoskiego.